# Orchestra sinfonica israeliana Rishon LeZion
L'Orchestra sinfonica israeliana Rishon LeZion (OSI) (in ebraico: התזמורת הסימפונית הישראלית ראשון לציון) fu fondata nel 1988 dal comune di Rishon LeZion.

## Storia
Nel 1989, un anno dopo la sua fondazione, divenne l'orchestra residente dell'Opera israeliana a Tel Aviv. In un breve periodo di tempo l'orchestra è stata accettata come una delle organizzazioni musicali principali e innovative in Israele. Come orchestra d'opera l'OSI partecipa a tutte le rappresentazioni dell'Opera israeliana all'opera di Tel Aviv ed ai grandi spettacoli all'aperto, incoronate negli ultimi anni dagli spettacoli al Festival di Masada.
Tra i direttori musicali dell'orchestra ci sono: Shimon Cohen, Noam Sheriff, Asher Fisch, Mendi Rodan, Dan Ettinger e James Judd. Il nuovo direttore musicale e direttore principale è J Dan Ettinger. Il direttore generale è Ofer Sela. L'OSI offre una varietà di abbonamenti, concerti per famiglie e spettacoli speciali per i membri della comunità giovani e vecchi. Le opere sinfoniche, vocali e operistiche di varie epoche musicali vengono eseguite da direttori e solisti di fama internazionale.
Per la sua dedizione e i risultati eccezionali nel progresso delle opere israeliane originali, l'OSI ha ricevuto il premio ACUM. È stata la prima orchestra israeliana ad esibirsi pubblicamente in opere di Richard Strauss, Alexander Zemlinsky ed altri.
OSI svolge un ruolo importante in importanti eventi locali, festival e concerti e crea un impatto vitale di qualità della comunità con i suoi programmi di musica classica, musica contemporanea, canzoni popolari israeliane e musica popolare, danza contemporanea, arte moderna, film e altri media.

## Tournée
L'OSI é andata in tornée per i palcoscenici di Europa, Cina e America meridionale, esibendosi nei più prestigiosi festival e sale da concerto, ricevendo grandi consensi sia dal pubblico che dalla stampa. L'OSI registra lavori per radio e televisione e ha pubblicato una serie di compact disc tra cui anteprime israeliane.